# Andosol

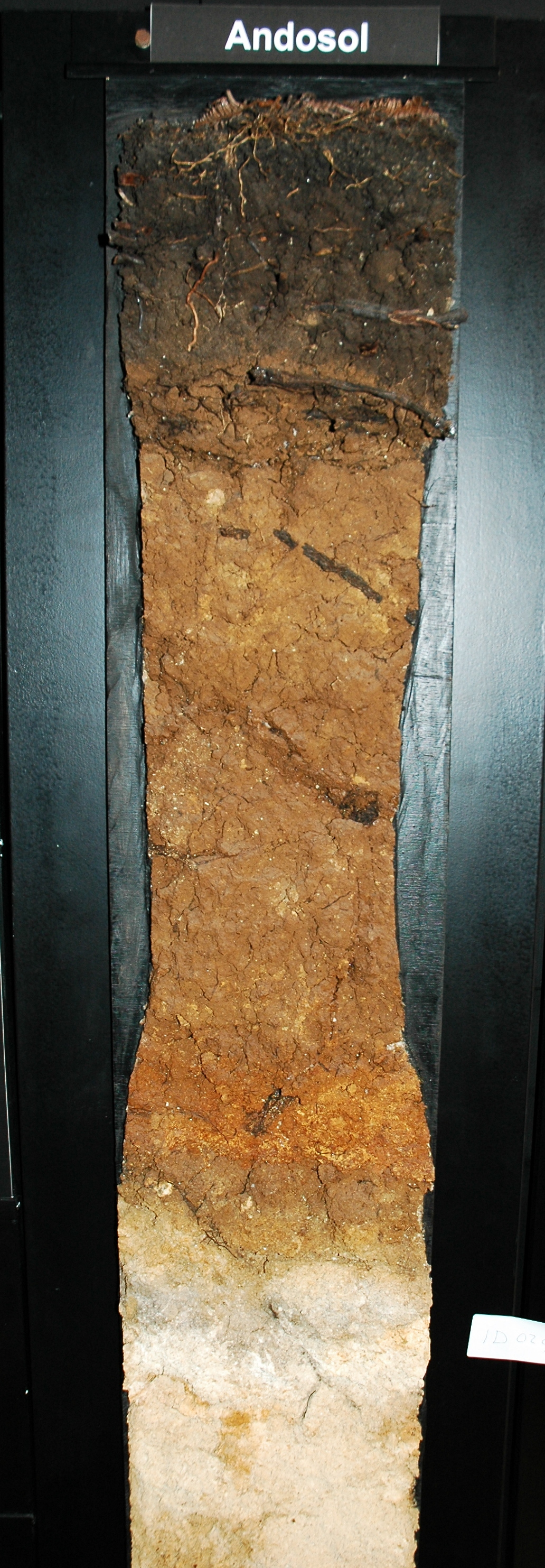
Andosol

Een Andosol (in de World Reference Base for Soil Resources) is een donkere bodem in een vulkanisch landschap. In het Amerikaanse systeem (USDA Soil Taxonomy) komen ze overeen met de Andisols. Het moedermateriaal bestaat uit vulkanische as, tuf, puimsteen of andere vulkanische efflata. Deze bodems komen voor in glooiend tot heuvelachtig terrein in vulkanische gebieden over de gehele wereld. Andosols hebben een AC- of ABC- profielopbouw: een 20-50 centimeter dikke donkere Ah-horizont op een bruine B- of C-horizont. De donkerste bodems hebben tot 30 % organische stof. Vanwege hun gunstige bodemfysische en bodemchemische eigenschappen worden de meeste Andosols intensief bewerkt.
Ongeveer 110 miljoen hectare van het land oppervlak van de aarde bestaat uit Andosols. Belangrijke concentraties Andosols zijn te vinden in de gebieden in en rondom de Grote Oceaan: de westkust van Zuid-Amerika, Centraal-Amerika, de Rocky Mountains, Alaska, Japan, de Filipijnen, Indonesië, Papoea-Nieuw-Guinea, Nieuw-Zeeland en eilanden als Fiji, Vanuatu, Samoa en Hawaï. In Afrika zijn Andosols onder meer aanwezig in de Bonde la Ufa, in Rwanda, Ethiopië en op Madagaskar. In Europa vindt men Andosols in Italië, Frankrijk, Duitsland en IJsland.

## Literatuur

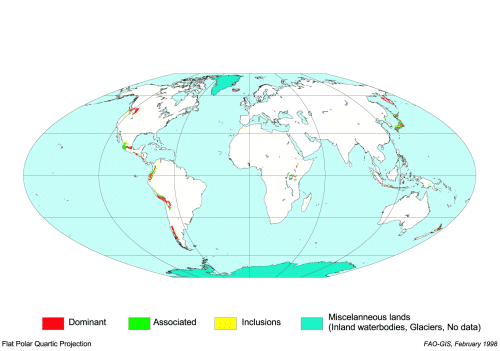
Voorkomen van Andosols